# Championnats d'Europe de triathlon 2009
Navigation
Édition précédente Édition suivante
Les championnats d'Europe de triathlon 2009 sont la vingt-cinquième édition des championnats d'Europe de triathlon, une compétition internationale de triathlon sous l'égide de la fédération européenne de ce sport. L'épreuve est constituée de 1 500 mètres de natation, 40 kilomètres de vélo puis 10 kilomètres de course à pied.
Cette édition se tient dans la ville néerlandaise d'Holten et elle est remportée par l'espagnol Javier Gómez chez les hommes et par la suissesse Nicola Spirig chez les femmes.

## Palmarès

### Hommes
| Rang               | Triathlète            | Temps           |
| ------------------ | --------------------- | --------------- |
| Médaille d'or      | Javier Gómez          | 1 h 44 min 14 s |
| Médaille d'argent  | Alistair Brownlee     | 1 h 44 min 41 s |
| Médaille de bronze | Alexander Bryukhankov | 1 h 44 min 49 s |
| 4                  | Frédéric Belaubre     | 1 h 44 min 52 s |
| 5                  | Ivan Vasiliev         | 1 h 44 min 56 s |
| 6                  | Sebastian Rank        | 1 h 44 min 58 s |
| 7                  | Bruno Pais            | 1 h 45 min 10 s |
| 8                  | Tony Moulai           | 1 h 45 min 18 s |
| 9                  | Steffen Justus        | 1 h 45 min 22 s |
| 10                 | Oleksiy Syutkin       | 1 h 45 min 26 s |

### Femmes
| Rang               | Triathlète        | Temps           |
| ------------------ | ----------------- | --------------- |
| Médaille d'or      | Nicola Spirig     | 1 h 55 min 42 s |
| Médaille d'argent  | Elizabeth May     | 1 h 56 min 10 s |
| Médaille de bronze | Vanessa Fernandes | 1 h 56 min 32 s |
| 4                  | Lisa Nordén       | 1 h 57 min 0 s  |
| 5                  | Daniela Ryf       | 1 h 57 min 15 s |
| 6                  | Hollie Avil       | 1 h 57 min 22 s |
| 7                  | Melanie Annaheim  | 1 h 57 min 34 s |
| 8                  | Irina Abysova     | 1 h 57 min 35 s |
| 9                  | Helle Frederiksen | 1 h 57 min 36 s |
| 10                 | Lisa Mensink      | 1 h 57 min 46 s |

### Relais Mixte
| Rang               | Équipe                                                                    | Temps           |
| ------------------ | ------------------------------------------------------------------------- | --------------- |
| Médaille d'or      | Ukraine                                                                   | 1 h 47 min 27 s |
| Médaille d'or      | - Olesia Dereza - Olexi Siutkin - Olesia Prystaiko - Rostislav Pevtsov    | 1 h 47 min 27 s |
| Médaille d'argent  | Russie                                                                    | 1 h 47 min 33 s |
| Médaille d'argent  | - Anastasiya Polianskia - Ivan Vasiliev - Olga Dmitrieva - Artem Parienko | 1 h 47 min 33 s |
| Médaille de bronze | Hongrie                                                                   | 1 h 47 min 49 s |
| Médaille de bronze | - Zsófia Kovács - Csaba Rendes - Zsófia Tóth - Csaba Kuttor               | 1 h 47 min 49 s |